# Raphael Mweempwa
Raphael Mweempwa (* 30. März 1974 in Monze) ist ein sambischer Geistlicher und römisch-katholischer Bischof von Monze.

## Leben
Raphael Mweempwa studierte von 1996 bis 1998 Philosophie am Priesterseminar St. Augustine in Mpima und von 1998 bis 2002 Katholische Theologie am Priesterseminar St. Dominic in Lusaka. 2002 erwarb er am Lumko Institute in Südafrika zudem Zertifikate in den Bereichen Seelsorge und Katechese. Am 29. Juni 2002 empfing Mweempwa das Sakrament der Priesterweihe für das Bistum Monze.
Mweempwa war zunächst als Pfarrvikar (2002–2004) und später als Pfarrer (2004–2007) der Pfarrei St. Mary in Choma tätig. Daneben absolvierte er von 2005 bis 2006 eine Zusatzausbildung in Psychologischer Beratung. Von 2006 bis 2007 gehörte er zudem der Diözesankommission für die Katechese im Bistum Monze an. 2007 wurde Raphael Mweempwa für weiterführende Studien nach Rom entsandt, wo er 2010 an der Päpstlichen Universität Urbaniana ein Lizenziat im Fach Kanonisches Recht erwarb. Nach der Rückkehr in seine Heimat wurde er Pfarrer der Pfarrei Our Lady of the Wayside in Manungu und 2011 zusätzlich Diözesankanzler. Anschließend wirkte Mweempwa als Verantwortlicher für die Berufungspastoral und als Koordinator des Ausbildungsteams (2012–2016) und des Übersetzungsteams (2015–2019) im Bistum Monze. Ferner war er Mitglied des Diözesanvermögensverwaltungsrats (2011–2019) sowie des Priesterrats und der Diözesankommission für die Katechese (2013–2019). Ab 2019 lehrte Raphael Mweempwa Kanonisches Recht am Priesterseminar St. Dominic in Lusaka.
Am 25. Februar 2022 ernannte ihn Papst Franziskus zum Bischof von Monze. Der Apostolische Nuntius in Sambia, Erzbischof Gianfranco Gallone, spendete ihm am 7. Mai desselben Jahres in der Kathedrale Holy Trinity in Monze die Bischofsweihe; Mitkonsekratoren waren der Bischof von Livingstone, Valentine Kalumba OMI, und der emeritierte Bischof von Monze, Emilio Patriarca.